# Autoclick

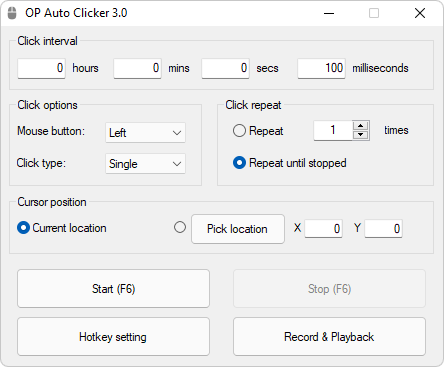
Snímek obrazovky z programu OP Auto Clicker

AutoClick, nebo také AutoClicker se nazývá program který spouští skript, který automaticky udává systému informaci o myši. Auto Clicker je užitečný software pro hráče, pomáhá vám ušetřit čas, který jste strávili opakovaným klikáním myší. Pomocí funkce Automatické klikání můžete na obrazovku kliknout kolikrát, bez ohledu na umístění. Může to být náhodné, dynamické nebo v předem určeném bodě. S funkcí Auto Clicker můžete hrát mnohem lépe ve hrách jako Minecraft, Roblox atd. Většinou má velké možnosti nastavení a je velmi rychlý.
Používá se především ve hrách (MMORPG hrách, strategiích apod. na klikání místo hráče), nebo na tzv. klikacích serverech,  kde jsou prokliky placeny.
Ve hře se používá hlavně na afk skillení (uživatel není u počítače, script kliká za něj), ale ve většině her je využití autoclicku proti pravidlům a hráčům za něj hrozí tresty.